# Wojewódzki Sztab Wojskowy we Wrocławiu
Wojewódzki Sztab Wojskowy we Wrocławiu - terenowy organ Ministra Obrony Narodowej w sprawach operacyjno-obronnych i administracji wojskowej, z siedzibą przy ul. Obornickiej 130 we Wrocławiu.
Od 1 stycznia 2011 wrocławskiemu Sztabowi podlegają Wojskowe Komendy Uzupełnień: Bolesławiec, Głogów, Kłodzko, nowo utworzona Wrocław oraz Pracownia psychologiczna we Wrocławiu. W tym dniu w związku z uzawodowieniem Armii zostały rozformowane Komendy:  Jelenia Góra, Legnica, Świdnica, Wrocław 1, Wrocław 2 i Wrocław 3.
23 czerwca 2015 roku podsekretarz stanu Maciej Jankowski, działając z upoważnienia Ministra Obrony Narodowej, wprowadził odznakę pamiątkową oraz oznakę rozpoznawczą Wojewódzkiego Sztabu Wojskowego we Wrocławiu, zatwierdził wzór odznaki i legitymacji oraz nadał regulamin odznaki.

Insygnia
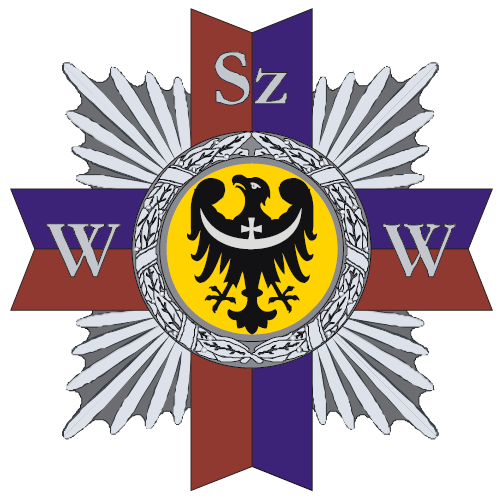
Odznaka pamiątkowa
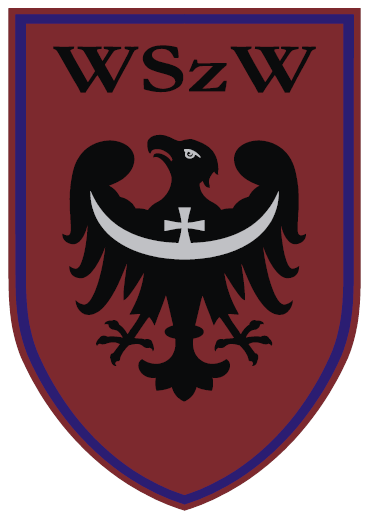
Oznaka rozpoznawcza na mundur wyjściowy
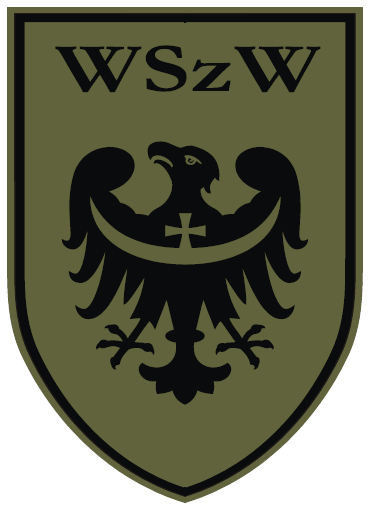
Oznaka rozpoznawcza na mundur polowy

## Szefowie WSzW (RSzW)
- płk Antoni Kwasik (22.01.1952 - 6.11.1958)
- płk Edmund Heintzke (6.11.1958 - 10.12.1962)
- płk Tadeusz Szumski (10.12.1962 - 14.11.1964)
- gen. bryg. Leon Łapiński (14.11.1964 - 15.12.1968)
- płk Stanisław Wójtowicz (15.02.1968 - 10.09.1974)
- gen. bryg. Kazimierz Stec (10.09.1974 - 02.03.1989)
- płk dypl. Stanisław Sokołowski (02.03.1989 - 16.11.1990)
- gen. bryg. dr Leonard Michał Boguszewski (16.11.1990 - 02.11.1992)
- płk Ryszard Brzozowski (02.11.1992 - 04.11.1994)
- gen. bryg. Józef Rzemień (04.11.1994 - 26.09.1996)
- płk Jan Zydroń (26.09.1996 - 17.06.2002)
- płk dypl. Józef Adamski (17.06.2002 - 30.06.2007)
- płk Jerzy Panas (01.07.2007 - 30.09.2011)
- płk Waldemar Bartłomiejczak (01.12.2011 - 29.12.2017)
- cz. p.o. ppłk Tomasz Lewandowski (30.12.2017 - 21.05.2018)
- płk dr Piotr Rupa (22.05.2018-  22.04.2022r)- ostatni szef WSzW Wrocław